# Söderhamns teater

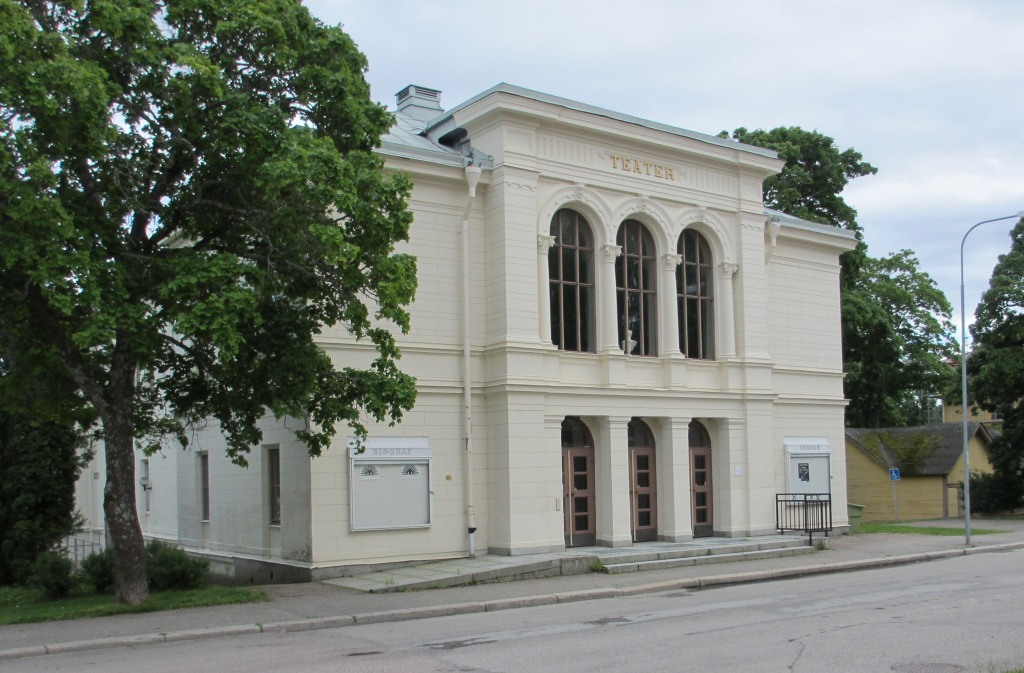
Söderhamns teater

Söderhamns teater är en teaterbyggnad i Söderhamn.
Söderhamns teater uppfördes 1880–1882 i nyrenässans efter ritningar av arkitekten Johan Erik Stenberg, medan interiörerna utsmyckades av dekorationsmålaren Carl Grabow från Stockholm. År 1926 genomgick teatern en omfattande invändig restautering, vilken leddes av målaremästaren Carl Sahlin efter förslag av den i Stockholm verksamme inredningsarkitekten Eduard Rasch. Interiörerna moderniserades kraftigt 1970, men 1985–1987 återställdes den ursprungliga färgsättningen samtidigt som dekormålningarna restaurerades. Även Grabows originalridå har bevarats.
Teatern, som sedan länge även använts som biograf, hade ursprungligen 400 platser, vilket dock senare minskats till 240. Söderhamns Teaterförening anordnar numera föreställningar med Riksteatern, Folkteatern Gävleborg och fria teatergrupper i byggnaden. Dessutom anordnar Söderhamns filmstudio och barn- och ungdomsfilmstudio filmvisningar.